# Amouda
Amouda (auch Amuda, Amutay, heute türkisch Hemite Kalesi) ist eine kleinarmenische Burgruine im Dorf Gökçedam (früher Hemite) im zentralen Landkreis der türkischen Provinz Osmaniye.

## Geografische Lage
Die Burg Amouda liegt im Osten des Ortes Gökçedam auf einem Felskegel, der sich etwa 40 Meter aus der Ebene erhebt, etwa 300 Meter nordwestlich des Flusses Ceyhan. Das Gebiet gehörte zum ebenen Kilikien. An dieser Stelle in der Çukurova-Ebene kreuzten bereits im Altertum die von Norden über den Antitaurus nach Syrien führenden Straßen diejenigen, die Kilikien mit Ostanatolien verbanden. Die Bedeutung dieser Straßenkreuzung zeigt auch das nahegelegene hethitischen Felsrelief am Ufer des Ceyhan.

## Geschichte
Die Erbauer der Festung sind nicht bekannt. Sie wurde 1145 von Thoros II., Herrscher des Armenischen Königreichs von Kilikien, erobert. 1211/12 übereignete Leo II. die Burg anlässlich eines Besuchs Hermanns von Salza dem Deutschen Orden, der sie weiter ausbaute. 1266 wurde Amouda von den Mamluken unter Sultan Baibars I. erobert und geplündert.